# رؤية ليلية

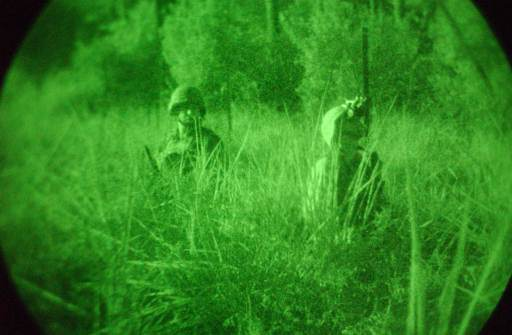
جنديان أمريكيان أثناء حرب العراق 2003

الرؤية الليلية هي القدرة على الإبصار في بيئة مظلمة، إما بطريقة حيوية طبيعية أو بوسائل تقنية، تكون الرؤية الليلية ممكنة عند اجتماع عنصرين، مجال طيف كافي، ومجال كثافة كافٍ. وله استخدامات عسكرية عديدة، كما يستخدم من قبل الباحثين كتصوير الحيوانات ليلاً حيث لا تحيط أي عين بشرية بالبيئة الليلية بكافة تفاصيلها.

## الاستخدامات

### الاستخدامات العسكرية

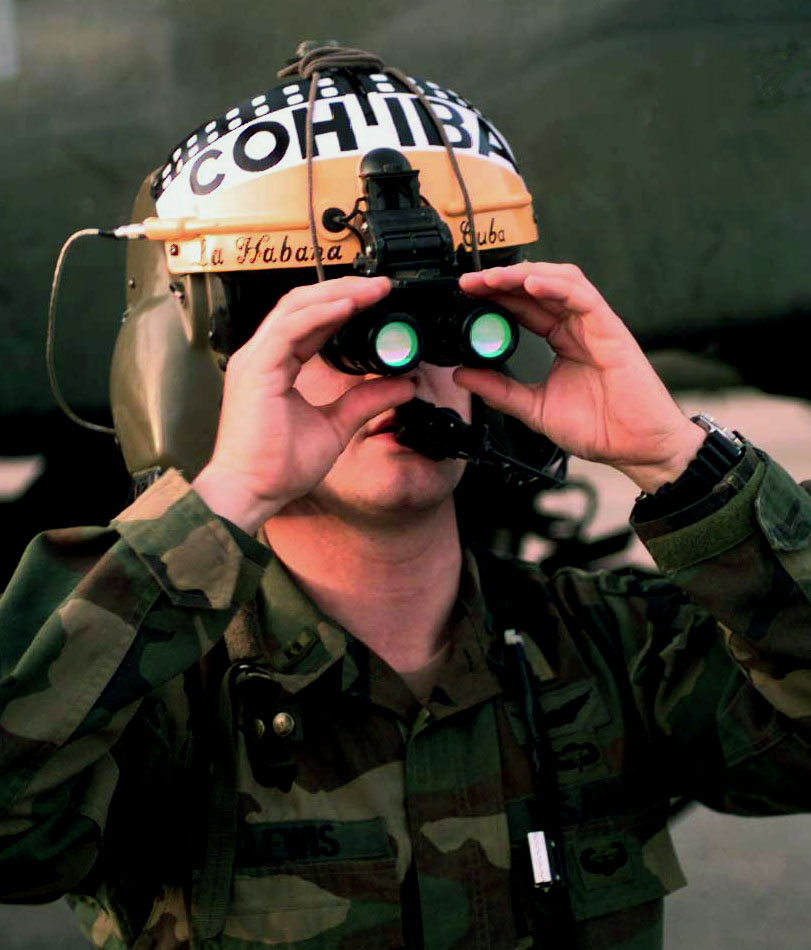
منظار رؤية ليلية على خوذة أحد الجنود

العمليات الليلية تعتبر عصب الحروب قديما وحديثاً لما توفره من تمويه بصري. ونظراً لما توفره من مزايا عديدة، تولي الدول اهتماماً كبيراً لها لتمكنها من الاستمرار في أعمال القتال ليلاً ونهاراً. وأدى التطور السريع في التكنولوجيا الكهروبصرية إلى ظهور تطبيقات واسعة خاصة في المجال العسكري، حيث أصبح بالإمكان تسجيل صور الأهداف المختلفة في حالات الإضاءة المنخفضة.
كانت العمليات الليلية في الماضي تعتمد على إضاءة أرض المعركة، واستخدام مقذوفات المدفعية، أو المشاعل المضيئة، أو قنابل الطائرات، إلا أن هذه الطريقة كانت تعتبر سلاحا ذو حدين، فقد كانت تحدد مواقع وأماكن القوات المستخدمة لها. وفي الحرب العالمية الأولى استخدمت بواعث الضوء.
بالرغم من اكتشاف الأشعة تحت الحمراء سنة 1800م، إلا أنها لم تستخدم على نطاق واسع إلا مع بدء الحرب العالمية الثانية، عندما فاجأ الألمان الحلفاء بمعارك ليلية بالدبابات، بدون استخدام بواعث الإضاءة، ولكن باستخدام بواعث كاشفة لأرض المعركة بالأشعة تحت الحمراء مثبتة على دبابات، تمكن البريطانيون من اكتشاف هذه الأجهزة، فكان يتم اكتشاف البواعث بواسطة نظارات حساسة للأشعة تحت الحمراء، حيث يُحَدَّد موقعها وتُدَمَّر.
وتأتي الولايات المتحدة الأمريكية في مقدمة الدول التي زاد اهتمامها أخيراً بالعمليات الليلية، وكانت حربا كوريا وفيتنام هما حقلا التجارب لأجهزة الرؤية الليلية. وبدأ في أواخر الخمسينات وبداية الستينيات من القرن العشرين ظهور واستخدام أجهزة الرؤية الليلية السلبية، التي تعمل بتكثيف ضوء النجوم. وفي منتصف الستينيات بدأ تصميم أجهزة الرؤية الحرارية، ومع بداية السبعينيات بدأ تطوير هذه الأجهزة والبحث في جعلها أصغر حجماً، وأقل وزناً وتكلفة، ثم بدأ استخدام أجهزة الرؤية الحرارية والتصوير الحراري على نطاق واسع خلال السنوات العشرة الماضية (2000 2010). وبذا أصبحت أجهزة الرؤية الليلية بأنواعها بديلا لإضاءة أرض المعركة بالطرق التقليدية القديمة. ويمتاز استخدام هذه الأجهزة بقلة التكاليف، وبالقدرة على استخدامها لفترات طويل ومستمرة.
طبيعة الضوء
وتستخدم أجهزة الرؤية الحرارية والتصوير الحراري «فلير» (Forward Looking Infrared-FLIR) في الدبابات والطائرات والغواصات والطائرات بدون طيار، كما تستخدمها قوات مكافحة الجريمة في البحث عن المجرمين، والضحايا والمفقودين.
وقد أدى استخدام التصوير الحراري في الأقمار الصناعية إلى هتك ستر كل ما هو فوق سطح الأرض، ولذا لم يعد من الممكن إخفاء بطاريات الصواريخ عابرة القارات عن عدسات أقمار التجسس لأنها أجسام معدنية تشمخ فوق الأرض عدة أمتار، ويسهل تمييزها وتصويرها، سواء ليلاً أو نهاراً، ولذا لجأت الدول إلى إخفاء الصواريخ بوضعها في الغواصات، ويمكن التحكم في صعودها فوق الماء قبل لحظة الإطلاق.
كما يمكن استخدام الأجهزة الحرارية في كشف الألغام غير المعدنية، ومساعدة الطائرات على الهبوط في حالات الأحوال الجوية السيئة، وتحديد أماكن خطوط الأنابيب والأسلاك المدفونة تحت الأرض، وأماكن التسريب أو الانسداد في المواسير المدفونة تحت الأرض، وتحديد كفاءة العزل الحراري.

### الاستخدامات الطبية
ويمكن استخدام الأجهزة الحرارية في اكتشاف الأورام السرطانية، وأن كان هذا الاستخدام غير واسع الانتشار.

## الروية الليلية الطبيعية «الحيوية»

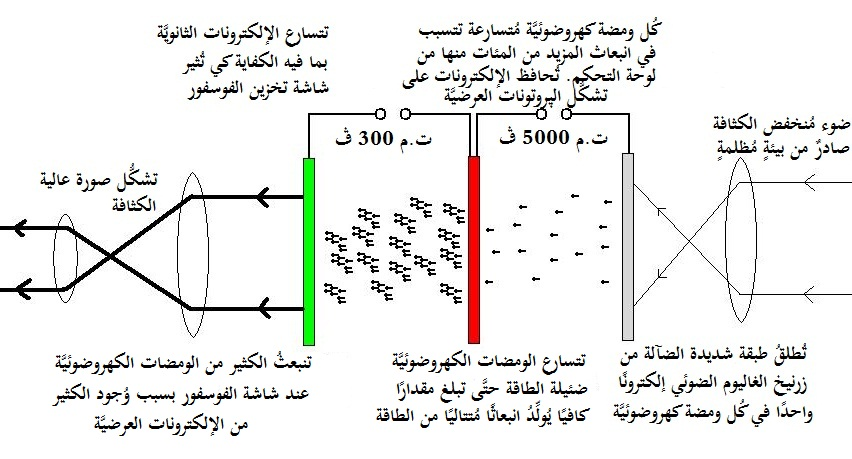
كيفية عمل الرؤية الليلية.

جزيئات الرؤية الأرجوانية Rhodopsin تمتص الضوء من قبل قصبات «أقضاب» العين الداخلية، والرؤية الأرجوانية هي المادة الكيميائية التي تسمح بالرؤية الليلية، وهي شديدة الحساسية تجاه الضوء، تبيض الصبغة فوراً داخل العين وتأخذ حوالي 30 دقيقة لإتمام تلك العملية، ولكن معظم الأوقات التي يحدث فيها هذا التكيف تكون في أول خمسة أو عشرة دقائق بالظلام، الرؤية الأرجوانية Rhodopsin شديدة الحساسية للموجة الحمراء الطويلة في الضوء، وهي إحدى الموجات الضوئية. معظم الناس يستخدمون الضوء الأحمر لحفظ الرؤية الليلية، حيث أنها لا تستنزف الرؤية الأرجوانية بداخل العين المخزنة بالقصيات وبدلا من ذلك تعرض بواسطة الخلايا المخروطية.
بعض الحيوانات كالقطط والكلاب والغزال لديها نظام يدعى البساط الشفاف Tapetum lucidum في قاع العين التي تعكس الضوء مرة أخرى إلى الشبكية مما يزيد من كمية الضوء المكتسب ويضاعف الرؤية، أما في الإنسان 10% فقط من الضوء تخل العين وتقع على أماكن صورية حساسة بالشبكية. وما يحدث في الحيوانات شبيه بما يحدث للإنسان عند استخدامه الجيل الأول والثاني من أجهزة الرؤية الليلية.